# Turismo en Paraguay
El Turismo en Paraguay comprende por lo general el turismo de compras, así como el turismo rural que incluye excursiones y aventuras en la naturaleza, la visita de lugares históricos (como el Panteón de los Héroes, la estación central del Ferrocarril, el Palacio de López en Asunción; las ruinas Jesuíticas en Itapúa, entre otros) o a grandes construcciones recientes como la represa de Itaipú o Yacyretá. En 2017, se registraron el ingreso a Paraguay de unos 1.583.937 turistas extranjeros, según datos de la Secretaría Nacional de Turismo (SENATUR), representando los ingresos alrededor del 2% del PIB. 
El turismo en este país emplea a alrededor de 20 000 personas, según datos del año 2017. Desde mediados de la década de 2010, la colaboración del sector público y privado permitió el crecimiento de turistas extranjeros, que fueron más de un millón y los ingresos turísticos alcanzaron los USD 619 millones según datos del año 2017 (frente a los USD 272 millones del año 2013). También el aumento del turismo doméstico o interno permitió ingresos superiores a los USD 125 millones, (frente a los USD 92 millones que movilizaban en el 2013). 
De acuerdo a cifras de la Organización Mundial del TURISMO, para el período del 2013-2014 Paraguay fue el país menos visitado de América del Sur después de Guyana y Surinam, con sólo 610 mil turistas internacionales. Aunque esto remitió en el 2015, cuando se registró más de un millón de turistas, lo que representaría un 97% de crecimiento, lo cual colocó a Paraguay como el país con mayor crecimiento turístico en el 2015 y el octavo más visitado de Sudamérica. Este crecimiento exponencial se debe mayormente a la devaluación de las monedas vecinas, por lo que la entrada de extranjeros principalmente argentinos para hacer compras es considerada la principal razón de la estrepitosa suba.

## Programa Nacional de Turismo
A través del Programa Nacional de Turismo de Paraguay, creado en el año 2008, se buscó promocionar el desarrollo económico y social del país desarrollando una estrategia turística de incremento del ingreso y del empleo turístico en Paraguay.
El programa parte de un fortalecimiento institucional como mecanismo estratégico para mejorar  las capacidades de los distintos actores. 
En el marco de este programa se ha creado el Centro de Información y Recepción de Visitantes Parque Pikypo como central de referencia de asuntos turísticos.

## Turistas extranjeros
La Dirección General de Migraciones informó que en el 2015 en el Paraguay registró el ingreso de 1.214.613 turistas de enero a diciembre de 2015, lo que representa un crecimiento en torno al 65 por ciento con respecto al total de turistas registrado en el 2014, que fue de 648.962.
Es importante saber que en Paraguay no existe ley de exoneración fiscal para extranjeros ni turistas; únicamente para Diplomáticos, sin embargo los comercios suelen hacer un descuento a criterio, generalmente 10% sobre el valor del producto,  para fomentar las compras de turistas. Es importante consultar siempre ya que no es un descuento obligatorio.

### Turistas extranjeros por nacionalidad
Las 10 nacionalidades de turistas que más visitaron Paraguay en el año 2015.
| #  | País           | Turistas  |
| -- | -------------- | --------- |
| 1  | Argentina      | 848,387   |
| 2  | Brasil         | 190,003   |
| 3  | Estados Unidos | 19,479    |
| 4  | Uruguay        | 18,896    |
| 5  | Chile          | 17,946    |
| 6  | Bolivia        | 15,911    |
| 7  | España         | 15,582    |
| 8  | Colombia       | 10,419    |
| 9  | Alemania       | 9,639     |
| 10 | Perú           | 9,003     |
|    | Total          | 1,214,613 |

### Vías de acceso
Datos del año 2017 por la SENATUR
- Vía terrestre: 65%
- Vía fluvial: 21%
- Vía aérea: 14%

## Principales sitios de interés

### Región Chaco
El principal atractivo es el turismo rural, cultural y étnico en los poblados chaqueños que se constituyen como ciudades pluriétnicas y polos de desarrollo industrial. Las actividades desarrolladas en establecimientos, como las estancias, ofrecen contacto con las costumbres y tradiciones propias del Paraguay. El rescate de la cultura nativa, de los pueblos de origen amazónico que tenían a la tierra como la madre que provee el alimento y el sustento, son las particularidades que se pueden apreciar en el turismo rural del Paraguay.

### Región Norte
Numerosos son los sitios en los que se puede practicar el turismo aventura en el Paraguay. Varios de ellos tienen preparada una infraestructura que permite la práctica de deportes extremos: tirolesa, rapel, excursiones por bosques vírgenes, ascenso y descenso de cerros y arroyos que invitan al descanso. Entre las actividades se encuentran las caminatas, los paseos en sulky, cabalgatas, excursiones guiadas, entre otros. También se pueden realizar investigaciones científicas de carácter educativo en las diferentes reservas, la observación de la fauna y la flora, forman parte de los espacios característicos de las zonas rurales. Las áreas protegidas del Paraguay se encuentran en todo el territorio. 

### Región Centro-Suroeste

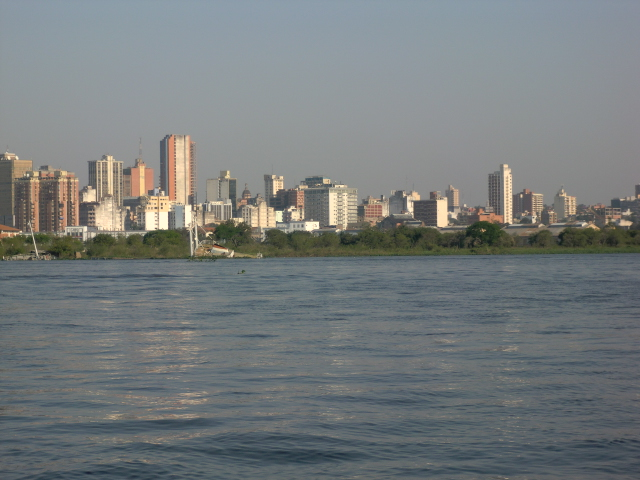
El río Paraguay, de fondo la ciudad de Asunción.

La región suroeste presenta ofertas turísticas de carácter cultural, folklórico y urbano. La ciudad de Asunción es el principal punto de partida en este recorrido. Luego le siguen otros tipos de celebraciones como el Tañarandy, la jineteada gaucha y la peregrinación de feligreses a templos como la Basílica de Caacupé o la Iglesia de los Heraldos (Ypacaraí). Las comidas típicas como la sopa paraguaya, asado, las gallinas caseras al horno, los dulces y mermeladas son un atractivo en ciudades como Areguá. En las áreas y establecimientos rurales se pueden apreciar los cultivos de caña de azúcar, maíz, mandioca, tabaco, café, maní, arroz, sorgo, tung y tártago, además de otros frutos de la tierra paraguaya, entre los que se encuentran el aguacate, mango, mamón y piña.
Por otro lado, los caudalosos ríos presentan condiciones para la pesca, paseos y excursiones. Paraguay es un país dotado de grandes fuentes hídricas, entre los más importantes se encuentran el río Paraná, el Tebicuary y el río Paraguay. Cuenta además con varias lagunas, esteros y pequeños arroyos. La variedad de peces que ofrecen estos ríos es buena, ya que cuentan con varias especies, de diferentes tamaños. Entre las especies más apreciadas se encuentran el Surubí que, para los pescadores deportivos, es uno de los codiciados ejemplares. Esto se debe al tamaño que puede llegar a alcanzar. Ronda aproximadamente los 50 kg, se registran, además, únicas piezas de hasta 100 kg, que llegan a medir hasta 2 m de longitud. También se destaca el Dorado que es famoso por sus saltos acrobáticos, que lo convierten en el botín mayor a la hora de pescar.
Una de las ciudades más ricas en la producción de peces es Villa Florida, cuyas playas besan el río Tebicuary. En esta ciudad es popular la pesca deportiva y la gastronomía cuenta con varios platos realizados con peces, como el pira caldo o sopa de pescado. Aquí se llevan a cabo concursos de pesca, que son controlados por agentes de fiscalización, quienes se encargan del correcto cumplimiento de las leyes establecidas, así como de los elementos y las embarcaciones utilizadas. También se controlan la medida y el peso de los peces.
La pesca en el Paraguay está siendo controlada, ya que algunas especies se encuentran en peligro de extinción. Una de las normas realizadas para paliar esta situación, es el período de veda, en el que se prohíbe la pesca durante algunos meses.

### Región Este
Paraguay se destaca generalmente en turismo de compras, debido a la diferencia de precios en comparación a sus países vecinos. Ciudades como Ciudad del Este, considerada la tercera zona franca del mundo, poseen zonas específicas y un movimiento comercial interesante para los turistas que busquen mejores precios, muchas veces debido a la alta tasa impositiva que encarece los productos en sus países de procedencia. Ciudades con esta misma característica la tienen Asunción, Pedro Juan Caballero, Encarnación y otras ciudades fronterizas. Artículos que van desde electrónica, vestimenta, hasta productos de primera necesidad, son los más buscados por los turistas compradores, en su mayoría provenientes de Brasil o Argentina.

### Región Sur
En el sur del Paraguay, ciudades como Encarnación, Carmen del Paraná, Villa Florida, o más cerca de Central como San Bernardino, poseen infraestructura preparada para recibir la alta demanda de bañantes que busquen las playas (en este caso, con costas al río, debido a la condición mediterránea del país), optados en su mayoría por los turistas internos. También está el turismo cultural en las misiones jesuíticas de Jesús y Trinidad, ambos considerados Patrimonio Cultural de la Humanidad.